# لودویک گولیارد
لودویک گولیارد (انگلیسی: Ludovic Golliard؛ زادهٔ ۱۳ مارس ۱۹۸۳) بازیکن فوتبال اهل فرانسه است.
از باشگاه‌هایی که در آن بازی کرده‌است می‌توان به باشگاه فوتبال استراسبورگ اشاره کرد.